# سلستینو (بازیکن فوتبال)
سلستینو (انگلیسی: Celestino؛ زادهٔ ۲ ژانویهٔ ۱۹۸۷) بازیکن فوتبال اهل پرتغال است.
از باشگاه‌هایی که در آن بازی کرده‌است می‌توان به باشگاه فوتبال سی‌اف‌آر کلوژ، باشگاه فوتبال اتلتیکو کلوب پرتغال، باشگاه فوتبال اسپورتینگ، باشگاه ورزشی پینالوونسه، باشگاه فوتبال بلننسس، باشگاه ورزشی اشتوریل پرایا، باشگاه ورزشی اولیاننسه، و باشگاه فوتبال انوسیس نئون پارالیمنی اشاره کرد.
وی همچنین در تیم‌های ملی فوتبال زیر ۲۰ سال پرتغال و زیر ۲۱ سال پرتغال بازی کرده‌است.